# Hypacrosaurus
Hypacrosaurus (nghĩa là "thằn lằn gần như cao nhất" [Greek υπο-, hypo- = ít + ακρος, akros, cao], bởi vì nó gần như nhưng không lớn hơn Tyrannosaurus) là một chi khủng long mõ vịt tương tự như Corythosaurus. Có hai loài được biết đến, sống cách nay 75 đến 67 triệu năm, vào cuối kỷ Creta ở Alberta, Canada, và Montana, Hoa Kỳ.